# The Virginity Hit
The Virginity Hit ist eine Low-Budget-Teenie-Komödie von 2010, die von Adam McKay und Will Ferrell produziert wurde.
Der Film besteht aus mehreren Videos von Camcordern, Digitalkameras und Handys, die den Versuch eines Teenies dokumentieren, seine Unschuld zu verlieren. Am 10. Februar 2011, fünf Monate nach Veröffentlichung in den USA, erschien der Film in Deutschland als Direct-to-DVD.

## Handlung
In dem Film wird betrachtet, wie die Freunde Matt, Zack, Jacob und Justin ihre Unschuld verlieren. Zu diesem Zweck haben die Teenager eine Bong gekauft, die jedes Mal geraucht wird, wenn einer der vier seine Unschuld verloren hat. Matt, der als Letzter noch Jungfrau ist, möchte am Jahrestag mit seiner Freundin Nicole nachziehen. Die Vorbereitungen für den Abend laufen bereits, stets dokumentiert durch die Freunde, als Matt erfährt, dass Nicole ihn hintergangen hat. Die Freunde planen deshalb eine Abfuhr vor laufender Kamera, nachdem Matt mit ihr geschlafen hat. Matt bringt es in der Nacht jedoch nicht übers Herz. Nicole erfährt von dem Versuch sie bloßzustellen und erzählt, dass sie in angetrunkenem Zustand mit einem anderen rumgemacht, nicht jedoch, wie vermutet, geschlafen hat. Als Matts Freunde die Abfuhr auf YouTube stellen, wird der Film zum Youtube-Hit.
Daraufhin meldet sich eine Fremde, Beccy, die vorgibt, Mitleid mit Matt zu haben und mit ihm schlafen zu wollen. Zack spricht Matt, der nicht nur sein Freund, sondern auch dessen Adoptivbruder ist, hierbei gut zu. Auf dem Weg zu Becca kommen sich Matt und Krysta in angetrunkenem Zustand näher. Da Krysta jedoch Matts Adoptivschwester ist, greift Zack ein und verhindert Weiteres. Becca lässt Matt schließlich an einer Sexpuppe zeigen, was er kann. Als sie ihn alleine zurücklässt, wartet er stundenlang vergebens auf ihre Rückkehr. Becca stellt Filme davon auf einen Blog, auf dem sie männliches Verhalten studiert. Auch diese Filme werden zu Youtube-Hits und Matt zieht sich immer mehr zurück.
Um Matt endlich zu entjungfern, sammeln seine Freunde Geld und kaufen seine Lieblingspornodarstellerin Sunny Leone für eine Nacht. Diese ist in der Nacht jedoch davon überzeugt, dass Matt sein erstes Mal mit jemandem haben sollte, den er wirklich liebt. Matt bittet sie um fünf Minuten mit ihr alleine und macht in dieser Zeit mit Sunny rum, so wie es Nicole tat. Daraufhin findet er Nicole auf einer Party und die beiden haben das erste Mal Sex, nachdem Matt ihr alles erzählt hat. Der Film endet damit, dass die Freunde den Verlust seiner Unschuld mit der Bong feiern.

## Hintergrund
Den Großteil des Films drehten und improvisierten die Hauptdarsteller, nur ein kleiner Teil des Films war durch das Drehbuch vorgegeben. Die von den Darstellern gedrehten Filme wurden schon während der Produktion auf YouTube veröffentlicht und sind dort immer noch zu finden. Die meisten Schauspieler verwendeten im Film ihre eigenen Namen. Die Pornodarstellerin Sunny Leone stellte sich im Film selber dar. Der Film, der etwa zwei Millionen US-Dollar kostete, wurde im September 2010 veröffentlicht und nahm in den Kinos knapp 637.000 US-Dollar ein.

## Rezeption
Publikum und Kritiker bewerteten den Film mäßig bis schlecht. Gelobt wurden die authentisch wirkenden Darstellungen der Schauspieler.

„Was als wackeliges Amateurvideo zu einem abgedroschenen Komödien-thema beginnt, lässt dann doch mit einigem Witz tief in das Aufwachsen der You-Tube-Generation blicken. – Die Pubertät ist komisch, aber nicht immer witzig.“

„Für wenig Geld von Will Ferrell co-produzierter und vom Duo Botko/Gurland („Der letzte Exorzismus“) gestalteter, aufrichtig um Tabuverletzung bemühter Jungmannen-Entjungferungsklamauk im zeitgemäßen Gewand einer Dokufiktion. Die Hauptdarsteller kommen zwar wenig sympathisch, doch dafür authentisch rüber, was neben dem einen oder anderen improvisierten Dialog auch daran liegen mag, dass hier zur Abwechslung richtige Teenies und nicht Twentysomethings Teenager spielen. Wird als „Superbad“ für die YouTube-Generation gehyped.“